# Amanda Labarca

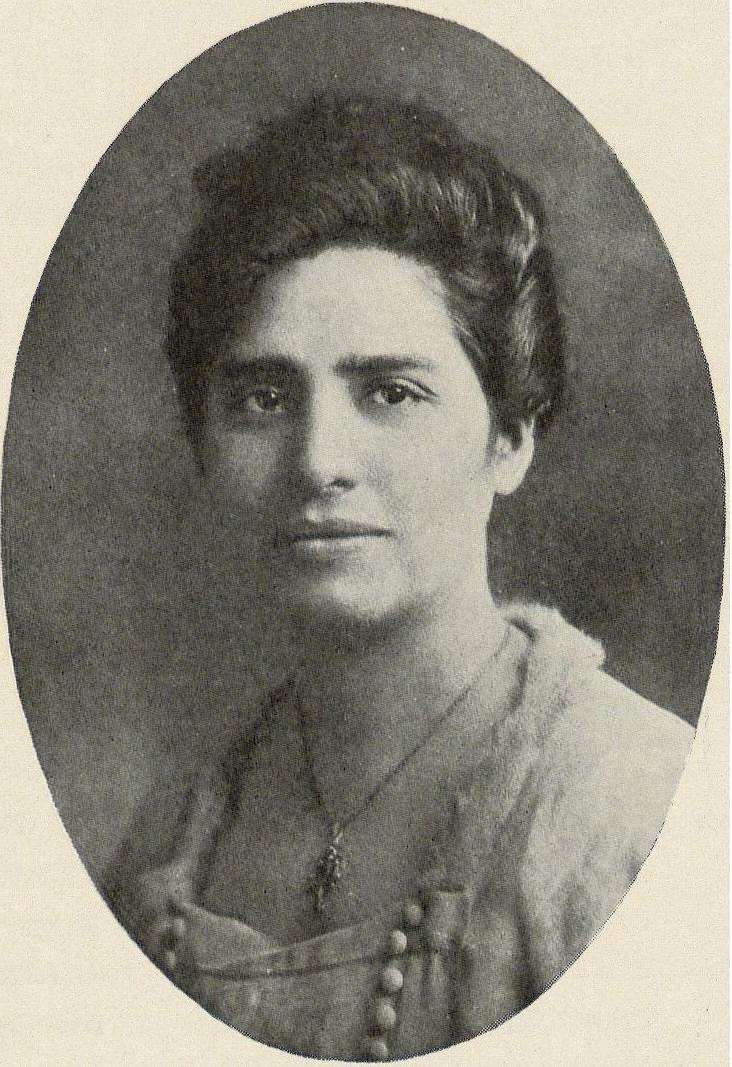
Amanda Labarca

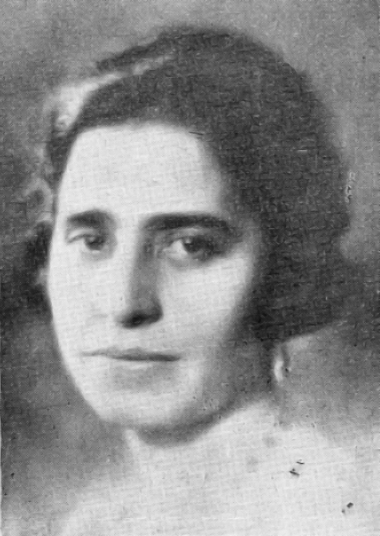
Amanda Labarca (1930)

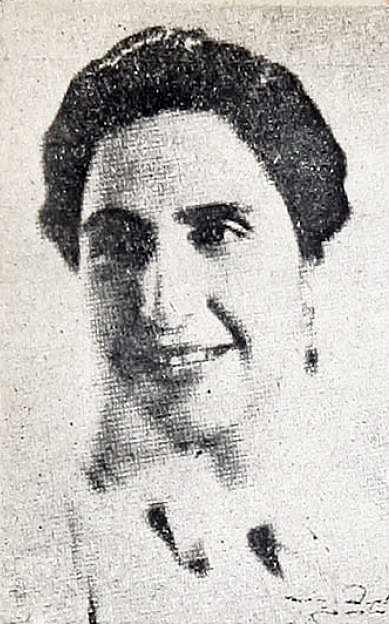
Amanda Labarca (1942)

 Amanda Labarca Hubertson  (* 5. Dezember 1886 in Santiago de Chile, Chile; † 2. Januar 1975 ebenda) war eine chilenische Hochschullehrerin, Schriftstellerin und Frauenrechtlerin. Sie war die erste Lateinamerikanerin, die einen Lehrstuhl an einer Universität erhielt.

## Leben und Werk
Labarca wurde als Pinto Sepúlveda als Tochter von Onofre Pinto Perez de Arce und Sabina Sepulveda geboren. Sie erhielt ihre Schulbildung an der Calle San Isidro in Santiago und am Isabel Le Brun de Pinochet Lyceum. 1902 erwarb sie einen Bachelor of Arts in Geisteswissenschaften und 1905 schloss sie ihr Studium als Lehrerin mit Schwerpunkt Kastilisch am Pädagogischen Institut der Universidad de Chile ab.
Von 1906 bis 1909 arbeitete als Grundschullehrerin am Santiago College, wo sie zur stellvertretenden Direktorin ernannt wurde. Während dieser Zeit lernte sie ihren späteren Ehemann, den Politiker Guillermo Labarca Huberston kennen, der während der ersten Präsidentschaft von Arturo Alessandri Minister für Justiz und Bildung war. Nach der Heirat nahm sie beide Nachnamen ihres Ehemannes an. 1910 reiste sie mit ihm in die USA, um ihr Studium an der Columbia University fortzusetzen.  1912 studierte sie in Frankreich an der Sorbonne, um einen Abschluss in Pädagogik zu erhalten. 1913 kehrte sie mit ihrem Mann nach Chile zurück und wurde 1916  Direktorin des Liceo de Niñas.
1922 erhielt sie als erste Frau die Position einer außerordentlichen Professorin für Psychologie an der Fakultät für Philosophie, Geisteswissenschaften und Pädagogik der Universidad de Chile. Von 1927 bis 1931 war sie Leiterin der Generaldirektion Sekundarschulbildung des Bildungsministeriums und war von 1932 bis 1954 Mitglied des Universitätsrates. 1932 förderte sie die Gründung des Manuel de Salas Lyceum für die Ausbildung künftiger Lehrer. An der Universidad de Chile gründete sie die Sommerschulen und lehrte bis 1954 an der Universität.

## Einsatz für Frauenrechte
Sie gehörte verschiedenen Fraueninstitutionen an und leitete sie, darunter der Nationale Frauenrat Consejo Nacional de Mujeres, das Centro Femenino Radical de Santiago, die Vereinigung der Universitätsfrauen Asociación de Mujeres Universitarias, der chilenische Verband der Fraueninstitutionen Federación Chilena de Instituciones Femeninas y Club Zonta.
1915 organisierte sie nach dem Vorbild der amerikanischen Reading Clubs den Círculo de Lectura. Aus dem Lesekreis entwickelte sie 1919 den Nationalen Frauenrat Consejo Nacional de Mujeres , an dem sie mit Celinda Reyes teilnahm und leitete die Zeitung Acción Femenina der Organisation.
1922 präsentierte sie ein Projekt zur Verbesserung der bürgerlichen und politischen  Rechte von Frauen, die im chilenischen Zivilgesetzbuch eingeschränkt waren. 1925 gelang es ihr, im Zivilgesetzbuch ein als Ley Maza bekanntes Dekret (benannt nach Senator José Maza) zu erlassen, welches die Sorgerechtsbefugnisse des Vaters zugunsten der Mutter einschränkte. Es ermöglichte Frauen vor dem Gericht auszusagen und verheirateten Frauen ihr Einkommen zu verwalten. 1925 war sie chilenische Delegierte im Interamerikanischen Frauenrat.
Zusammen mit Elena Caffarena und anderen Frauen war sie Gründerin des 1933 gegründeten Nationalen Komitees für Frauenrechte. Sie leitete die Zeitung Reading Circle, die sich für das Frauenwahlrecht einsetzte. Infolgedessen wurde sie 1944 zur Präsidentin der chilenischen Föderation weiblicher Institutionen gewählt.
Sie wurde 1946 von der Regierung von Präsident Gabriel González Videla zur Botschafterin Chiles bei den Vereinten Nationen ernannt und war von 1947 bis 1949 Leiterin der Frauenkommission. 1971 wurde sie zur Ehrendirektorin der chilenischen Nationalkommission der Organisation der Vereinten Nationen für Erziehung, Kultur und Wissenschaft (UNESCO) ernannt.
Sie war auch Literaturkritikerin und Schriftstellerin und beschäftigte sich insbesondere mit der Rolle der Frau in der Gesellschaft.

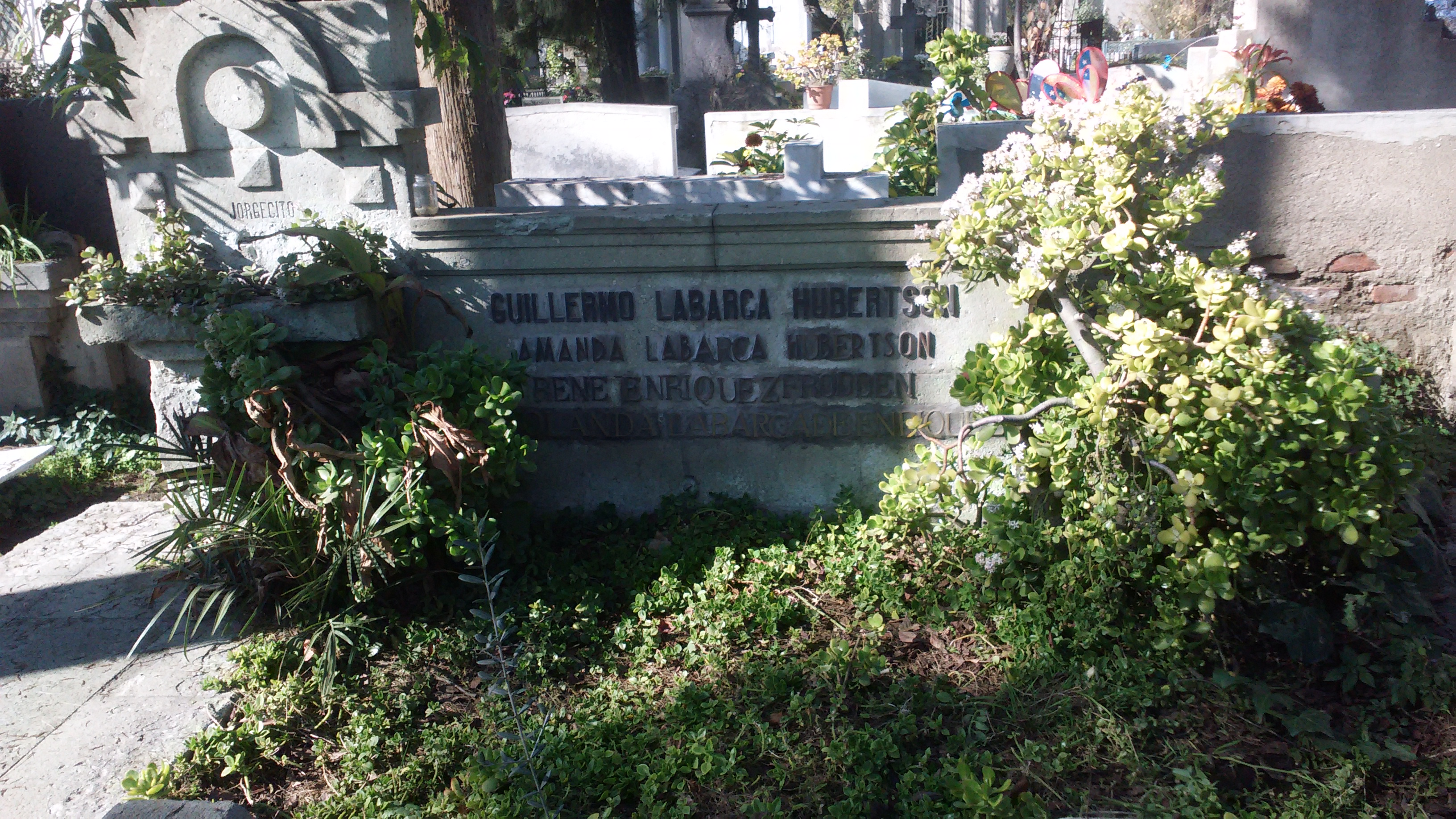
Die Grabstelle von Amanda Labarca Hubertson und ihrem Mann auf dem Generalfriedhof von Santiago

## Ehrungen

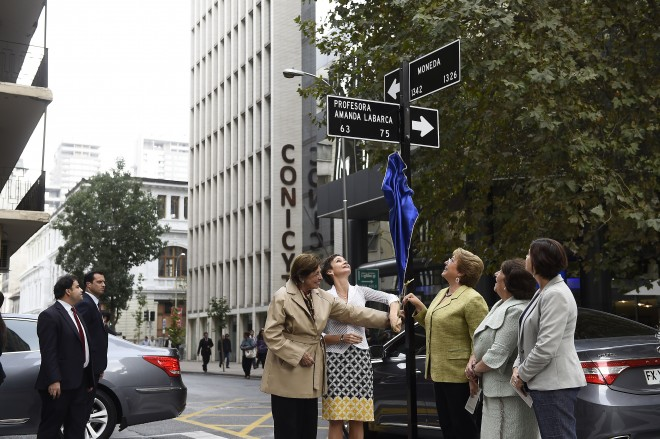
Im Rahmen der Feierlichkeiten zum Internationalen Frauentag 2016 nahm die Präsidentin der Republik Michelle Bachelet, an der Zeremonie teil, um den Namen der Straße Almirante Lorenzo Gotuzzo in Professor Amanda Labarca zu ändern.

- 1964 wurde sie als akademisches Mitglied der Fakultät für Philosophie und Pädagogik der Universität von Chile und 1969 als Mitglied der Akademie für Politik-, Sozial- und Moralwissenschaften der Universität von Chile ausgezeichnet.
- In Vitacura trägt das städtische Gymnasium ihren Namen.[3]
- 1976 gründete die Universität von Chile in ihrem Gedenken den Amanda Labarca Award.
- Am 19. November 1998 wurde eine Briefmarke mit ihrem Bild von der Unión Postal de las Américas, España y Portugal (UPAEP) herausgegeben.[4]
- 2015 wurde der Lehrstuhl Amanda Labarca Chair an der Universidad de Chile eingerichtet.[5]
- Am 1. März 2016 beschloss die Gemeinde Santiago, nach 36 Jahren den Namen der Straße Lorenzo Gotuzzo zu ändern und sie ab dem 6. März durch den Namen Profesora Amanda Labarca zu ersetzen.

## Veröffentlichungen (Auswahl)
- Actividades femeninas en Estados Unido. 1915.
- Adónde va la mujer. 1934.
- Feminismo contemporáneo. 1948.
- Bases para una política educacional. 1944.
- Historia de la enseñanza en Chile. 1948.
- Impresiones de juventud.
- Meditaciones breves.
- Perspectiva de Chile.
- En tierras extrañas.
- La lámpara maravillosa.
- Cuentos a mi señor.